# Komuna e Pishajt
Komuna e Pishajt är en kommun i Albanien.   Den ligger i prefekturen Qarku i Elbasanit, i den centrala delen av landet, 60 km sydost om huvudstaden Tirana.
```
Runt Komuna e Pishajt är det ganska glesbefolkat, med 
43
 invånare per kvadratkilometer.
[
2
]
```